# Крішьяніс Вальдемарс
Крішья́ніс Вальдема́рс (латис. Krišjānis Valdemārs), або Христия́н Вальдема́р нім. Christian Waldemar, рос. Христиан Мартынович Валдемар; 20 листопада 1825  — 25 листопада 1891) — латиський націоналіст, письменник, фольклорист і просвітитель. Духовний провідник латиського національного відродження. Випускник Дерптського університету. На його честь названо латвійське місто Валдемарпілс.

## Біографія
Народився 20 листопада 1825 в садибі «Вецюнкурі» Арлавської волості Талсинського повіту Курляндської губернії. Його навчання проходило в школах Зассмакені, Пуні і Лубезере. Після закінчення школи влаштувався на роботу в Едолі помічником писаря. Організував там першу латвійську бібліотеку.
У 1840-ві працював учителем у місті Сасмакі, що в 1926 було перейменоване на його честь. Після цього навчався в гімназії Єлгави, потім в Дерптському університеті, де вивчав економіку. В університеті організував гурток, метою якого був вільний розвиток латиської мови і культури. З 1862 до 1865 разом з іншими членами руху, у тому числі Кріш'янисом Баронсом, видавав газету латвійською мовою «Петербургас авізес» («Pēterburgas Avīzes»). Закликав розвивати освіту латиською мовою, збирати і обробляти фольклор.
Після закінчення університету вступив на державну службу в міністерство фінансів, починаючи з 1864 створив одинадцять морехідних училищ (десять з них на території сучасної Латвії, одинадцяте — у Паланзі).
Помер у Москві, похований на Великому цвинтарі в Ризі.

## Праці

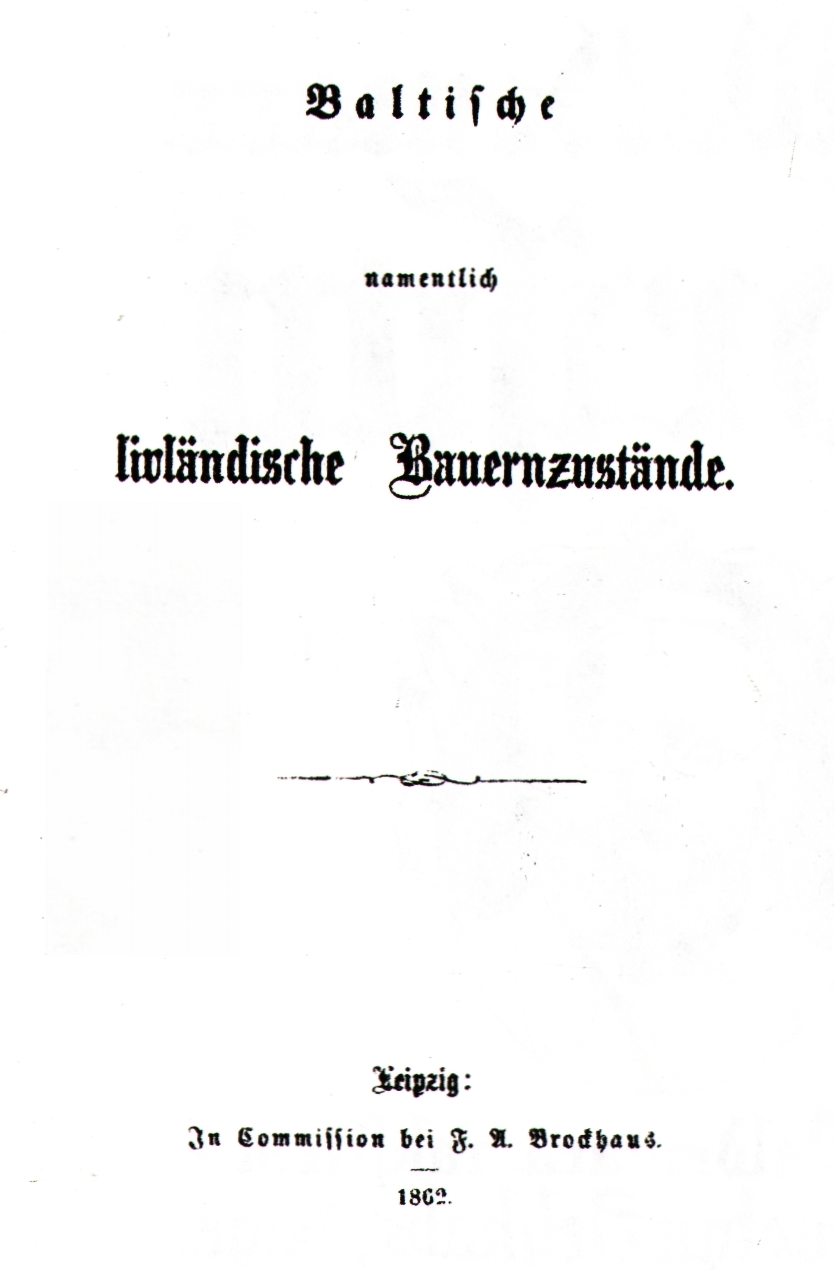
Titelseite Bauernzustände, 1862

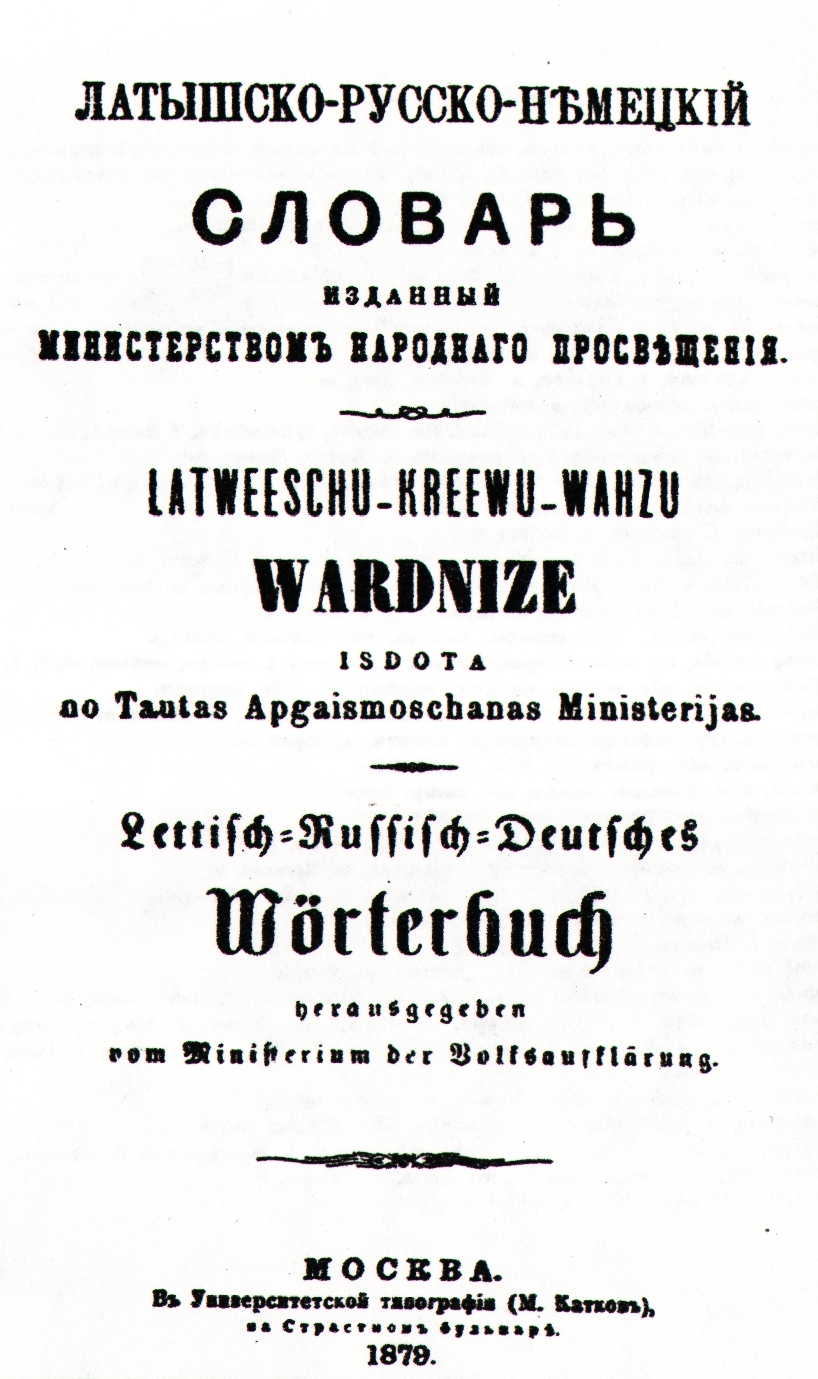
Titelseite Lettisch-Russisch-Deutsches Wörterbuch, 1879

- 300 stāsti, smieklu stāstiņi && un mīklas, ar ko jaunekļiem un pieaugušiem lusti uz grāmatām vairot gribējis. (300 Geschichten, witzige Kurzgeschichten und Rätsel um bei Jünglingen und Erwachsenen das Interesse an Büchern zu fördern), Liepāja 1853
- Ueber die Heranziehung der Letten und Esten zum Seewesen, nebst Notizen und Aphorismen in Bezug auf die industriellen, intellectuellen und statistischen Verhāltnisse der Letten und Esten und den drei baltischen Provinzen ūberhaupt in der Dorpater Zeitschrift Inland (1857), danach unter diesem Titel als Broschüre gedruckt.
- Baltische, namentlich livländische Bauernzustände (Leipzig, 1862; zunächst anonym veröffentlicht)[2]
- Beiträge zur Geschichte und Statistik der Gelehrten- und Schulanstalten des Kaiserlich Russischen Ministeriums der Volksaufklärung St. Petersburg: Röttger & Schneider, 1865. - VII, 271 S.
- Die Lettenauswanderung nach Nowgorod im Jahre 1865 und die baltische deutsche Presse, Schmaler & Pech, Bautzen 1867[3]
- Vaterländisches und Gemeinnütziges, Heft 1 (255 Seiten) und Heft 2 (352 Seiten), Moskau, Kaiserliche Universitäts-Buchdruckerei, 1871
- Russisch - lettisch - deutsches Wörterbuch (1872)
- Lettisch - russisch - deutsches Wörterbuch (1879)
- Russisch - lettisches Wörterbuch (1890)
- Nautisches Taschenwörterbuch russisch - englisch - französisch - deutsch - italienisch - dänisch - norwegisch mit Beilagen niederländisch und spanisch (Moskau 1881)
- Raksti (Werke, 2 Bände) Riga 1936–1937.[4]
- Tēvzemei (Dem Vaterland) Riga 1991 ISBN 5-401-00651-9.
- Apceres, raksti, vēstules (Zum 170. Geburtstag: Betrachtungen, Aufzeichnungen, Briefe), Riga 1995.

## Пам'ять
- Латиське місто Валдемарпілс назване на честь письменника.
- У Ризі є вулиця Крішьяніса Вальдемарса, однойменні вулиці є і в інших містах Латвії.
- На мисі Колкасрагс встановлені дерев'яні стовпи з фото, короткою біографією і картою Латвійського узбережжя із зазначенням морехідних училищ заснованих Вальдемарсом.
- У 2001 була випущена поштова марка Латвії, присвячена Вальдемарсу.

Ювілейна монета
Поштова марка, 2001
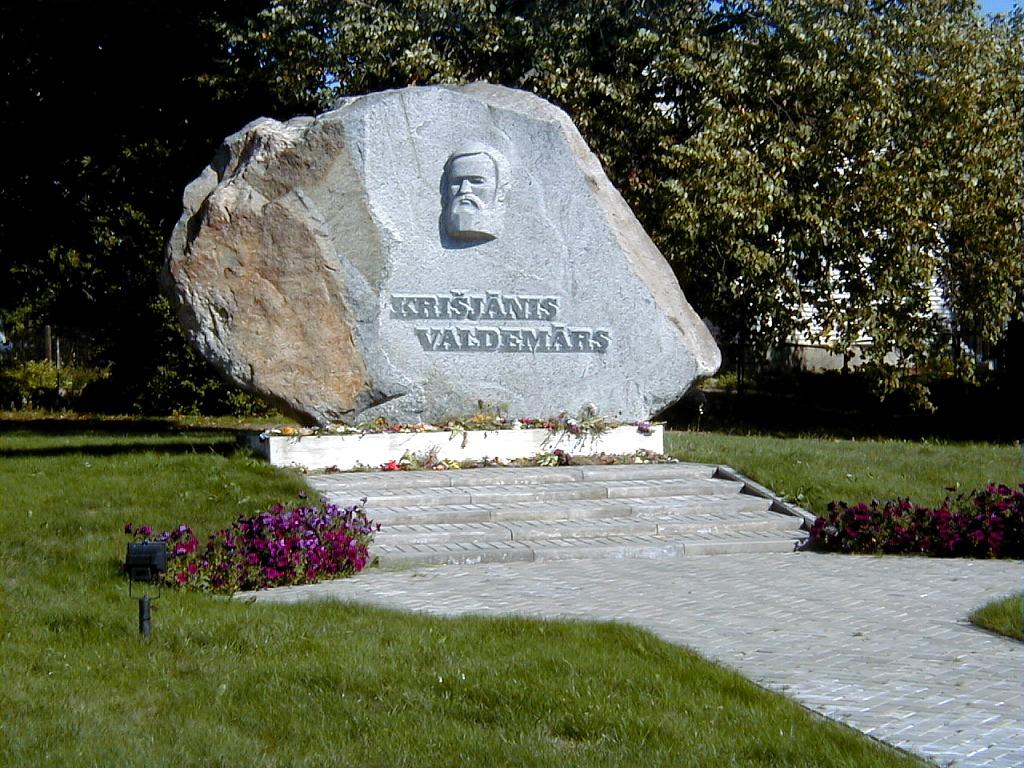
Пам'ятник у Валдемарпілсі
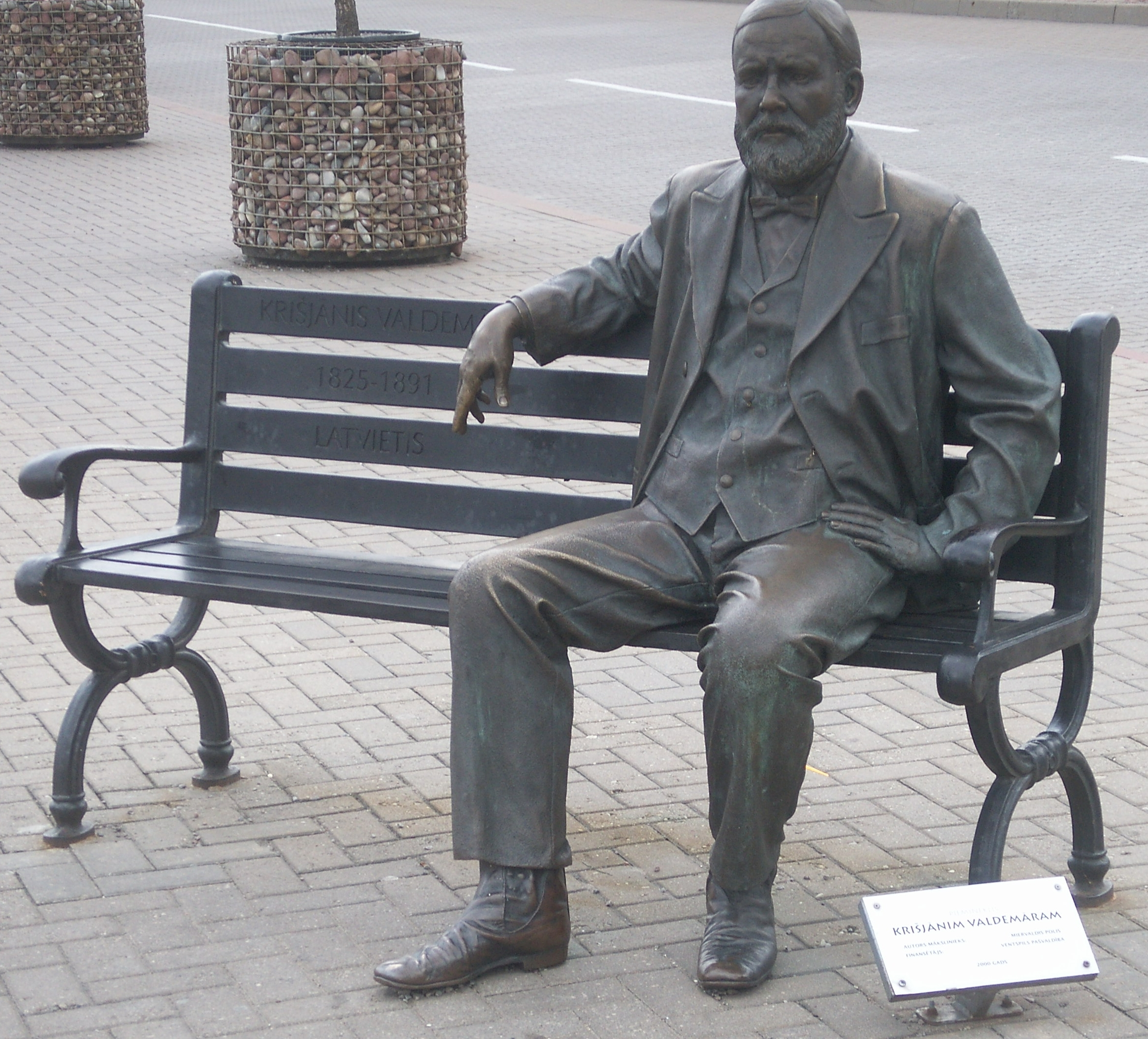
Пам'ятник у Вентспілсі